# Norbert Hintersteiner
Norbert Hintersteiner (* 1963 in Melk) ist ein österreichischer römisch-katholischer Theologe und Hochschullehrer.

## Leben
Hintersteiner studierte katholische Theologie in Salzburg, Tübingen und Frankfurt am Main. Er promovierte an der Philosophisch-Theologischen Hochschule Sankt Georgen in Theologie über Traditionen überschreiten. Anglo-amerikanische Beiträge zur interkulturellen Traditionshermeneutik. Hintersteiner lehrte und forschte an Universitäten in Wien und Mainz und als Assistant Professor für Foundational and Comparative Theology an der Katholischen Universität von Amerika in Washington, D.C. von 2004 bis 2009, als Professor für Intercultural and Comparative Theology an der Universität Utrecht von 2005 bis 2007 sowie als Associate Professor für Intercultural Theology and Interreligious Studies am Trinity College in Dublin von 2009 bis 2013. Seit 2013 ist er Direktor des Instituts für Missionswissenschaft und außereuropäische Theologien an der Katholisch-Theologischen Fakultät der Universität Münster. 2022 war Hintersteiner Gastprofessor am Pacific Theological College in Fidschi.

## Werke
- (als Hrsg.) Thinking the divine in interreligious encounter. Amsterdam/New York: Rodopi 2012. ISBN 9789401207577.
- (als Hrsg.) Naming and thinking God in Europe today. Theology in global dialogue Hintersteiner. Amsterdam/New York: Rodopi 2007. ISBN 9789042022058.
- Traditionen überschreiten. Angloamerikanische Beiträge zur interkulturellen Traditionshermeneutik. Wien: WUV-Universitätsverl. 2001. ISBN 9783851145502.